# Condado de Floyd (Iowa)
O Condado de Floyd é um dos 99 condados do estado norte-americano de Iowa. A sede do condado é Charles City, que é também a sua maior cidade. O condado tem uma área de 1298 km² (dos quais 15 km² estão cobertos por água), uma população de 16 303 habitantes, e uma densidade populacional de 12,6 hab/km² (segundo o censo nacional de 2010). O condado foi fundado em 1851 e recebeu o seu nome em homenagem ao explorador Charles Floyd (1782–1804), membro da expedição de Lewis e Clark que morreu no Iowa.